# Alberto Spencer
Alberto Pedro Spencer (Ancón, 6 dicembre 1937 – Cleveland, 3 novembre 2006) è stato un calciatore ecuadoriano.
Considerato il migliore della storia calcistica del suo paese e uno dei giocatori più rappresentativi della formazione uruguaiana del Peñarol.
Soprannominato Cabeza mágica, con 54 reti è il miglior marcatore di sempre della Coppa Libertadores. Occupa la 20ª posizione nella speciale classifica dei migliori calciatori sudamericani del XX secolo pubblicata per IFFHS nel 2004.

## Carriera
Inizia la carriera professionale nel Club Deportivo Everest di Guayaquil dalla quale si separa nel 1959, per approdare in Uruguay, al Peñarol, dove riesce a diventare una delle più grandi bandiere storiche. Con gli aurinegros Spencer vince 7 titoli nazionali (1960, 1961, 1962 1964, 1965, 1967 e 1968), 3 Coppe Libertadores (1960, 1961 e del 1966), 2 Coppa Intercontinentale (1961, 1966) e una Supercoppa sudamericana (1969).
Ha disputato incontri sia con la Nazionale di calcio dell'Ecuador sia con la Nazionale di calcio dell'Uruguay.
È scomparso negli Stati Uniti nel 2006, pochi giorni prima del suo sessantanovesimo compleanno.

## Palmarès

### Club

#### Competizioni nazionali
- Campionato uruguaiano: 7

Peñarol: 1960, 1961, 1962, 1964, 1965, 1967, 1968
- Campionato ecuadoriano: 1

Barcellona SC: 1971

#### Competizioni internazionali
- Coppa Libertadores: 3

Peñarol: 1960, 1961, 1966
- Coppa Intercontinentale: 2

Peñarol: 1961, 1966
- Supercoppa sudamericana: 1

Peñarol: 1969

### Individuale
- Capocannoniere del campionato uruguaiano: 4

1961 (18 gol), 1962 (16 gol), 1967 (11 gol), 1968 (8 gol)
- Capocannoniere della Coppa Libertadores: 2

1960 (7 gol), 1962 (6 gol, a pari merito con Enrique Raymondi e Coutinho)